# Labicymbium sublestum
Labicymbium sublestum is een spinnensoort uit de familie hangmatspinnen (Linyphiidae). De soort komt voor in Colombia en Ecuador.